# Réserve naturelle régionale de la Poitevine-Regarde-Venir
La réserve naturelle régionale de la Poitevine-Regarde-Venir (RNR6) est une réserve naturelle régionale située en Provence-Alpes-Côte d'Azur. Classée en 2009, elle occupe une surface de 221 hectares et protège des milieux typiques de la Crau en particulier des coussouls.

## Localisation

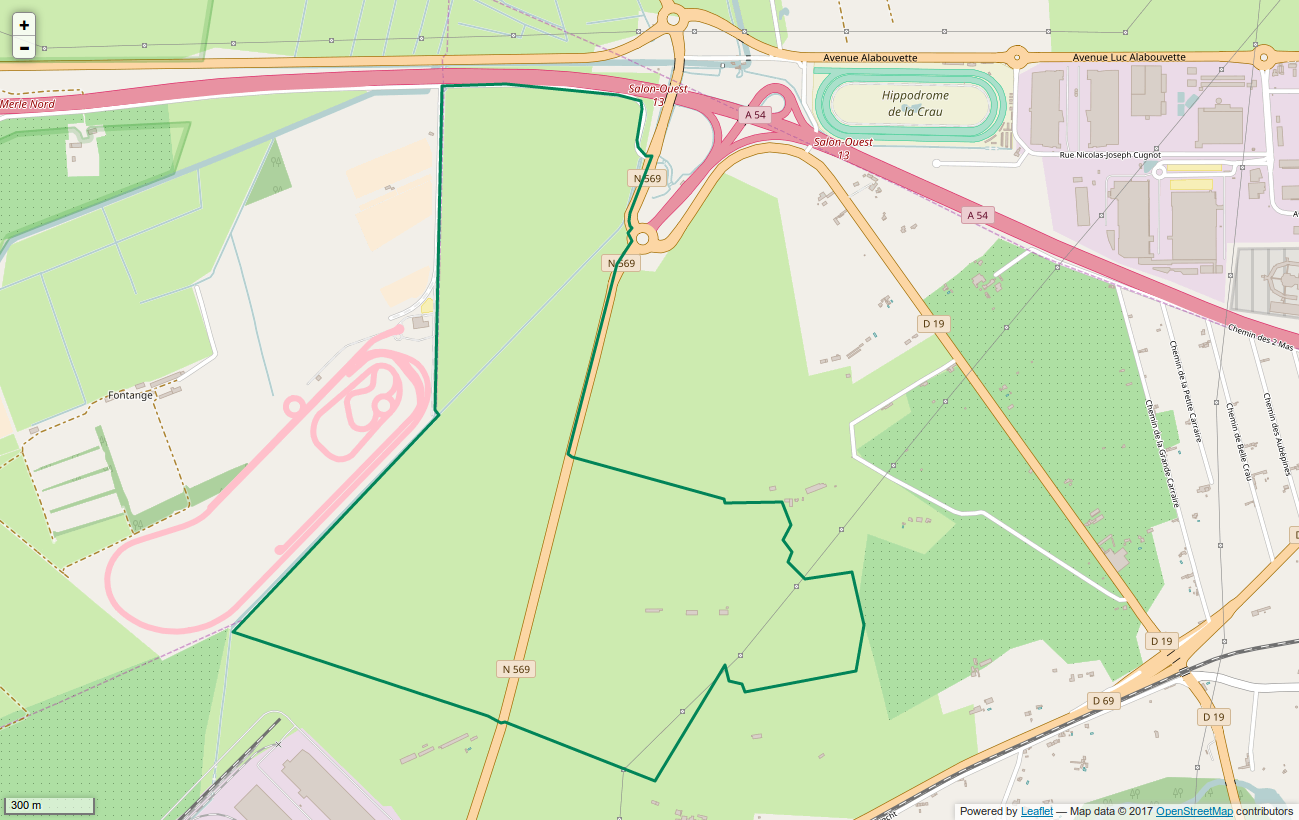
Périmètre de la réserve naturelle.

Le territoire de la réserve naturelle est dans le département des Bouches-du-Rhône, sur la commune de Grans à l'ouest de Salon-de-Provence et à quelques centaines de mètres de la Réserve naturelle nationale des Coussouls de Crau. Il est traversé par la RN 569, elle-même exclue du périmètre.

## Histoire du site et de la réserve
Le site est formé de deux domaines contigus, les prés et coussoul de la Poitevine et le coussoul de Regarde-Venir, le premier ayant déjà fait l'objet d'un classement en réserve naturelle volontaire en 1988 sur 149 hectares. Le second site ajoute 72 hectares à cette surface.

## Écologie (biodiversité, intérêt écopaysager…)
Le site présente l'association typique entre Crau sèche et Crau humide avec plus de 140 hectares (63%) sous forme de coussoul, le restant correspondant à des prairies de fauche.

### Flore
Outre les espèces végétales typiques de la Crau, on trouve sur la Poitevine une parcelle plantée d'amandiers et d'oliviers.

### Faune
Le site est privilégié pour l'hivernage de l'Outarde canepetière. On y trouve également l'Œdicnème criard.

## Intérêt touristique et pédagogique
La circulation et le stationnement du public sont interdits sur le site.

## Administration, plan de gestion, règlement
La réserve naturelle est gérée par le Conservatoire d'espaces naturels de Provence-Alpes-Côte d'Azur.

### Outils et statut juridique
La réserve naturelle a été créée par une délibération du Conseil régional du 10 juillet 2009 pour une durée de 12 ans renouvelable.
La plaine de la Crau fait par ailleurs partie de zonages complémentaires (ZSC, ZNIEFF, etc).